# Țestoasele Ninja (film din 2014)
Țestoasele Ninja (titlu original: Teenage Mutant Ninja Turtles) este un film american cu supereroi din 2014 regizat de Jonathan Liebesman și semnat de Josh Appelbaum, Andre Nemec și Evan Dougherty. Este al cincilea film teatral cu Țestoasele Ninja și un reboot al seriei de filme fiind de asemenea prima parte a unei duologii. Rolurile principale au fost interpretate de actorii Megan Fox, Will Arnett, William Fichtner, Danny Woodburn, Abby Elliott, Noel Fisher, Jeremy Howard, Pete Ploszek și Alan Ritchson, cu vocile lui Johnny Knoxville și Tony Shalhoub. În acest film, patru reptile războinice mutate se ridică din canale ca să facă echipă cu o reporteră neînfricată ca să salveze New York City de către Shredder și maleficii săi minioni.
Filmul a fost anunțat la scurt timp înainte ca Peter Laird, creatorul Țestoaselor Ninja, să vândă drepturile asupra personajelor la Viacom în octombrie 2009. A fost lansat pe 8 august 2014 de către Paramount Pictures. Criticii au evaluat filmul cu recenzii negative în general pentru ton și caracterizări, în timp ce l-au lăudat pentru efectele vizuale, scenele de acțiune și performanțe. A fost un succes la box office și a câștigat 493,3 milioane $ pe un buget de 125–150 milioane $, devenind filmul cu cele mai mari încasări al seriei și filmul cu cele mai mari încasări al Nickelodeon Movies. O continuare, Țestoasele Ninja 2, a urmat în 2016 cu recenzii puțin mai bune dar eșuând să egaleze la încasări cu primul film.